# 人际关系理论
人际关系理论，为一种管理学、社会学理论。
按照霍桑效应，创造企业内的条件：社会关系（小组互动、非正式关系）与社会条件（企业养老机构、膳食机构、体育设施）来提升员工的满意度进而提高工作业绩（劳动生产率）。
其中，耶魯大學社會學家斯坦利·米尔格拉姆（Stanley Milgram）曾經提出過一個相當有趣的理論，稱之為「六度分離」（Six Degrees of Separation）理論。簡單的說，對於任何你不認識、沒有關係的人，通常不需要超過六個人的關係，就能夠連結在一起。